# Франкония (тауншип, Миннесота)
Франкония (англ. Franconia) — тауншип в округе Шисаго, Миннесота, США. На 2000 год его население составило 1128 человек.

## География
По данным Бюро переписи населения США площадь тауншипа составляет 82,8 км², из которых 79,1 км² занимает суша, а 3,7 км² — вода (4,44 %).

## Демография
По данным переписи населения 2000 года здесь находились 1128 человек, 316 домохозяйств и 257 семей.  Плотность населения —  14,3 чел./км².  На территории тауншипа расположено 340 построек со средней плотностью 4,3 построек на один квадратный километр. Расовый состав населения: 96,90 % белых, 1,51 % афроамериканцев, 0,89 % коренных американцев, 0,35 % азиатов и 0,35 % приходится на две или более других рас. Испанцы или латиноамериканцы любой расы составляли 1,15 % от популяции тауншипа.
Из 316 домохозяйств в 45,9 % воспитывались дети до 18 лет, в 73,1 % проживали супружеские пары, в 2,2 % проживали незамужние женщины и в 18,4 % домохозяйств проживали несемейные люди. 14,6 % домохозяйств состояли из одного человека, при том 2,8 % из — одиноких пожилых людей старше 65 лет. Средний размер домохозяйства — 3,04, а семьи — 3,37 человека.
34,0 % населения — младше 18 лет, 5,7 % — в возрасте от 18 до 24 лет, 28,7 % — от 25 до 44, 25,1 % — от 45 до 64, и 6,5 % — старше 65 лет. Средний возраст — 36 лет. На каждые 100 женщин приходилось 127,0 мужчин.  На каждые 100 женщин старше 18 приходилось 134,7 мужчин.
Средний годовой доход домохозяйства составлял 68 125 долларов, а средний годовой доход семьи —  70 521 доллар. Средний доход мужчин —  48 333  доллара, в то время как у женщин — 35 714. Доход на душу населения составил 25 233 доллара. За чертой бедности не находилась ни одна семья и 0,9 % всего населения тауншипа, из которых 1,5 % старше 65 лет.